# Csempészet
A csempészet tárgyak, anyagok, információk vagy emberek illegális szállítása, például egy intézmény határain (pl. börtön) vagy a nemzetközi határon átlépve.

## A magyar büntetőjogban
A magyar büntetőjogban pénzügyi bűncselekmény. 
A 2011. évi LXIII. törvény - többek között - a csempészet (Btk. 312. §)  önálló törvényi tényállását 2012. január 1. napjával hatályon kívül helyezte. 2012. január 1-je óta a korábbi önálló bűncselekmény a költségvetési csalás fogalma alá tartozik.